# Цимаррон (Нью-Мексико)
Цимаррон (англ. Cimarron) — селище (англ. village) в США, в окрузі Колфакс штату Нью-Мексико. Населення — 792 особи (2020).

## Географія
Цимаррон розташований за координатами 36°30′31″ пн. ш. 104°54′41″ зх. д. / 36.50861° пн. ш. 104.91139° зх. д. (36.508675, -104.911451).  За даними Бюро перепису населення США в 2010 році селище мало площу 5,19 км², уся площа — суходіл.

### Клімат
| Клімат : Цимаррон     | Клімат : Цимаррон | Клімат : Цимаррон | Клімат : Цимаррон | Клімат : Цимаррон | Клімат : Цимаррон | Клімат : Цимаррон | Клімат : Цимаррон | Клімат : Цимаррон | Клімат : Цимаррон | Клімат : Цимаррон | Клімат : Цимаррон | Клімат : Цимаррон | Клімат : Цимаррон |
| Показник              | Січ.              | Лют.              | Бер.              | Квіт.             | Трав.             | Черв.             | Лип.              | Серп.             | Вер.              | Жовт.             | Лист.             | Груд.             | Рік               |
| Середній максимум, °C | 8,3               | 9,4               | 13,3              | 18,3              | 22,8              | 27,2              | 28,3              | 27,2              | 24,4              | 19,4              | 12,8              | 8,3               | 18,4              |
| Середній мінімум, °C  | −8,3              | −7,2              | −3,9              | 0,0               | 4,4               | 8,9               | 11,1              | 10,6              | 6,7               | 1,1               | −4,4              | −8,3              | 0,9               |
| Норма опадів, мм      | 15                | 18                | 26                | 34                | 45                | 56                | 68                | 90                | 43                | 29                | 15                | 13                | 452               |
| --------------------- | ----------------- | ----------------- | ----------------- | ----------------- | ----------------- | ----------------- | ----------------- | ----------------- | ----------------- | ----------------- | ----------------- | ----------------- | ----------------- |
| Джерело:              |                   |                   |                   |                   |                   |                   |                   |                   |                   |                   |                   |                   |                   |

## Демографія
Згідно з переписом 2010 року, у селищі мешкала 1021 особа в 457 домогосподарствах у складі 290 родин. Густота населення становила 197 осіб/км².  Було 545 помешкань (105/км²).
Расовий склад населення:
| - 81,0 % — білих - 0,8 % — корінних американців - 0,1 % — вихідців з тихоокеанських островів - 0,1 % — чорних або афроамериканців - 14,4 % — осіб інших рас |

До двох чи більше рас належало 3,6 %. Частка іспаномовних становила 56,1 % від усіх жителів.
За віковим діапазоном населення розподілялося таким чином: 20,5 % — особи молодші 18 років, 61,0 % — особи у віці 18—64 років, 18,5 % — особи у віці 65 років та старші. Медіана віку мешканця становила 46,6 року. На 100 осіб жіночої статі у селищі припадало 101,8 чоловіків;  на 100 жінок у віці від 18 років та старших — 98,5 чоловіків також старших 18 років.
Середній дохід на одне домашнє господарство  становив 42 012 долари США (медіана — 35 357), а середній дохід на одну сім'ю — 52 377 доларів (медіана — 49 091). За межею бідності перебувало 16,0 % осіб, у тому числі 24,4 % дітей у віці до 18 років та 20,6 % осіб у віці 65 років та старших.
Цивільне працевлаштоване населення становило 444 особи. Основні галузі зайнятості: мистецтво, розваги та відпочинок — 38,1 %, освіта, охорона здоров'я та соціальна допомога — 14,2 %, роздрібна торгівля — 8,8 %, науковці, спеціалісти, менеджери — 6,1 %.